# Pinus greggii
Pinus greggii là một loài thực vật hạt trần trong họ Thông. Loài này được Engelm. ex Parl. miêu tả khoa học đầu tiên năm 1868.